# 金福寺
金福寺（こんぷくじ）は、京都市左京区一乗寺にある臨済宗南禅寺派の寺である。山号は佛日山。本尊は聖観音菩薩。
詩仙堂の少し南にあるこの寺には与謝蕪村の墓所があり、松尾芭蕉が滞在したとされ、芭蕉を敬慕する与謝蕪村とその一門によって再興された芭蕉庵がある。
また舟橋聖一著の『花の生涯』のヒロインである村山たか(村山たか女)ゆかりの寺として知られる。

## 由緒
864年（貞観6年）慈覚大師円仁の遺志により、安恵僧都が創建し、円仁自作の聖観音菩薩像を安置した。
当初天台宗であったが、後に荒廃したために元禄年間（1688年〜1704年）に円光寺の鉄舟によって再興され、その際に円光寺の末寺となり、天台宗より臨済宗南禅寺派に改宗した。
その後鉄舟と親しかった松尾芭蕉が、京都に旅行した際に庭園の裏側にある草庵を訪れ、風流を語り合ったとされ後に芭蕉庵と名付けられたが、荒廃していた為、彼を敬慕する与謝蕪村とその一門が1776年(安永5年)に再興した。
幕末に入り舟橋聖一著の『花の生涯』のヒロインとして知られる村山たか(村山たか女)が尼として入寺し、その生涯を閉じた。

## 芭蕉庵
庭園の東側に立つ茅葺き屋根の庵で、内部は千利休が造った待庵に似た三畳台目の茶室となっている。
元禄時代に鐡舟和尚と親交の深かった松尾芭蕉が京都を旅行した際に滞在したことで知られ、周辺の住民によって芭蕉庵と呼ばれるようになったが、後に形がないほど荒廃したために、芭蕉を敬慕する与謝蕪村とその一門によって、1776年(安永5年)再興された。

## 文化財
- 芭蕉翁像・・与謝蕪村筆
- 洛東芭蕉庵再興記・・与謝蕪村とその一門が芭蕉庵を再興した際に、蕪村が寄せた俳文。
- 宝塔・・蛇が入っているもので、村山たか女が寄進した。

他

## 所在地
〒606-8157
京都府京都市左京区一乗寺才形町20